# Kallstadter Saumagen
Saumagen heißt eine Weinlage der Gemeinde Kallstadt an der Deutschen Weinstraße in Rheinland-Pfalz.

## Lage, Klima, Böden
Der Kallstadter Saumagen gehört zum rheinland-pfälzischen Weinbaugebiet Pfalz und hier wiederum zum Bereich Mittelhaardt-Deutsche Weinstraße. Der Saumagen ist eine Einzellage und Teil der Großlage Kobnert. Die Lage erstreckt sich am Fuße der Haardt. Ihre Höhe liegt zwischen 160 und 220 m ü. NHN, sie ist zu 20 % steil, zu 75 % hängig und zu 5 % flach. Der Boden besteht überwiegend aus Löss-Lehm und Kalkmergel. Es wird vor allem Riesling angebaut.

## Name
Zur Herkunft des Namens gibt es mehrere Theorien. Er soll nach einer Theorie vom Spitznamen eines früheren Besitzers stammen, andere Theorien gehen von der Form der Parzelle aus, welche sackförmig ist und damit dem Pfälzer Saumagen ähnelt. Eine weitere Vermutung sieht den Ursprung des Namens in der Kopfbedeckung der Pfälzer Winzerinnen; im 19. Jahrhundert wurden manche Hüte auch als Saumagen bezeichnet; der Name Saumagen entstand zwischen 1810 und 1836.